# پدمه آمیدالا
پَدمه آمیدالا نابری (انگلیسی: Padmé Amidala Naberrie) شخصیتی تخیلی در فرنچایز جنگ ستارگان است که در سه‌گانهٔ پیش‌درآمد حضور داشته و توسط ناتالی پورتمن به تصویر کشیده شده‌است. ابتدا به‌صورت غیر مستقیم در بازگشت جدای (۱۹۸۳) به او اشاره شد. او در جنگ ستارگان: قسمت اول – تهدید شبح (۱۹۹۹) در نقش ملکهٔ جوان سیارهٔ نابو معرفی و سپس به سناتور و سخنگوی ضد جنگ در مجلس سنای کهکشانی تبدیل شد. پدمه نماینده و حامی زادگاهش، نابو در سنای کهکشانی بوده و به‌عنوان سیاست‌مداری نافذ، همواره به قوانین و مقررات سنا احترام می‌گذارد. او مخفیانه با شوالیهٔ جدای، آناکین اسکای‌واکر ازدواج کرد و سپس دوقلوهای لوک اسکای‌واکر و لیا اورگانا را به دنیا آورد. پَدمه در دهکده‌ای کوهستانی در سیاره نابو متولد می‌شود. نام اصلی او پدمه نابری است، اما همواره او را با عنوان سلطنتی ملکه آمیدالا یا سناتور آمیدالا می‌شناسند. پدمه به عنوان عضوی مخالف جنگ، در طی بحران جدایی‌طلبان و جنگ کلون‌ها، دشمنان زیادی پیدا می‌کند.
نظر منتقدان دربارهٔ این شخصیت متفاوت بوده‌است. برخی منتقدان انگیزه‌های شخصی و سیاسی این شخصیت را ستودند و که برخی دیگر از عقب‌نشینی او برای سقوط اسکای‌واکر به سمت تاریک نیرو انتقاد کردند. نقش‌آفرینی پورتمن نیز با نقدهای متفاوتی روبرو شد، اگرچه برخی کارگردانی و فیلم‌نامهٔ لوکاس را عامل این نقش می‌دانند. علیرغم واکنش‌های متفاوت، این نقش به پورتمن کمک کرد تا شهرت بین‌المللی دست یابد. پدمه علاوه بر اینکه یکی از سه شخصیت اصلی سه‌گانه پیش‌درآمد است، در دیگر رسانه‌های جنگ ستارگان مانند جنگ‌های کلون نیز حضور داشته‌است.

## حضور در داستان
در میان فیلم‌ها، اولین بار در اپیزود ششم: بازگشت جدای به‌عنوان مادر لوک و لیا به او اشاره می‌شود، اما اسمی از او به میان نمی‌آید. زمانی که در ماه جنگلی سیاره اندور، لوک به لیا اطلاع می‌دهد که آن دو خواهر و برادر هستند، لیا خاطراتی از مادرشان به یاد می‌آورد و او را به این صورت توصیف می‌کند: «وقتی من خیلی کوچک بودم، او مرد... او زیبا، مهربان، اما غمگین بود...». لوک اعتراف می‌کند که خاطراتی از مادرش به یاد ندارد و سپس سیاره را ترک کرده و می‌رود تا با دارت ویدر روبرو شود.

### تهدید شبح

اولین حضور پدمه آمیدالا در فیلم تهدید شبح (۱۹۹۹)

اولین حضور پدمه در فیلم‌ها، در اپیزود اول: تهدید شبح است که ۳۲ سال قبل از ماجراهای اپیزود چهارم: امیدی تازه می‌گذرد. او ملکهٔ چهارده سالهٔ سیارهٔ نابو بوده و سیاره او تحت محاصرهٔ فدراسیون تجاری است. پدمه به کمک یک شوالیه جدای به نام کوای‌گان جین و پاداوان (شاگرد) او اوبی‌وان کنوبی، می‌گریزد. اما آن‌ها مجبور به فرود اضطراری روی سیارهٔ بیابانی تاتوئین می‌شوند. در آنجا پدمه که به‌صورت یک خدمتکار تغییر قیافه داده‌است، آناکین نه ساله را ملاقات می‌کند و شاهد اولین پیروزی او در «مسابقات بونتا ایو» و در نتیجه رهاییش از بردگی می‌شود.
پس از رسیدن به مرکز جمهوری یا سیاره کوروسانت، سناتور پالپاتین او را ترغیب می‌کند تا از سنا برای حل مشکل نابو درخواست کمک کرده و پیشنهاد برکناری رئیس سنای فعلی را بدهد. پدمه خبر ندارد که پالپاتین، همان دارت سیدیوس، یک لرد سیت است و فدراسیون تجاری، پنهانی توسط او اداره می‌شود. عاقبت پدمه به نابو بر می‌گردد و به کمک کوای‌گان، اوبی‌وان و دیگر همرزمانش، موفق می‌شوند تا ارتش درویدهای مهاجم فدراسیون را از کار بیندازند.

### حمله کلون‌ها
دومین حضور آمیدالا، در اپیزود دوم: حمله کلون‌ها است که یک دهه بعد از ماجراهای قسمت اول رخ می‌دهد. او اکنون یک سناتور فعال نابو در سنای کهکشانی و سردسته فعالان مخالف جنگ است. در حالی که کهکشان بر اثر تحرکات روزافزون جدایی طلبان تهدید می‌شود، پدمه هدف گروهی از آدم‌کشان مزدور قرار می‌گیرد که توسط جدایی طلبان استخدام شده‌اند، و از آن جان سالم به‌در می‌برد.

تصویری هنری از پدمه در سیاره ایلوم هنگام جنگ‌های کلون

آناکین اسکای‌واکر جوان که اکنون پاداوان اوبی‌وان کنوبی است، وظیفه پیدا می‌کند تا از او محافظت کند. آن دو به پیشنهاد پالپاتین به نابو می‌روند و به رغم احساس علاقهٔ مشهودی که نسبت به یکدیگر دارند، سعی می‌کنند تا آن را از دید همه مخفی نگاه دارند. زمانی که آناکین تصویری هولناک از مرگ مادرش را در رؤیا می‌بیند، پدمه تا تاتوئین با او همراهی می‌کند. اما آناکین در نجات جان مادرش که توسط عده‌ای از قبایل بدوی موسوم به مهاجمان تاسکن اسیر شده بود، ناکام می‌ماند. او با جسد مادرش برمیگردد و در حالی که اشک می‌ریزد برای پدمه اعتراف می‌کند که همه تاسکن‌های آن قبیله را قتل‌عام کرده‌است. گرچه این موضوع پدمه را بسیار می‌آزارد ولی آناکین را میبخشد.
سپس پیامی از اوبی‌وان به دست آن‌ها می‌رسد که نشان می‌دهد او به دست رهبر جدایی طلبان، کنت دوکو اسیر شده‌است. آناکین و پدمه برای کمک به او به سیاره جئونوسیس می‌روند. اما خودشان هم به دست جدایی طلبان، اسیر می‌شوند. هر سه آن‌ها به مرگ محکوم شده و برای این منظور در نمایشی هراس‌آور، آن‌ها را در میدانی بزرگ به ستونهای سنگی می‌بندند، تا طعمه چند جانور عظیم‌الجثه شوند ولی در آخرین لحظه آن‌ها به کمک دو استاد جدای، مِیس ویندو و یودا و گروهی از سپاهیان کلون‌ها نجات پیدا می‌کنند. در آخر این داستان، آناکین و پدمه در مراسمی پنهانی در سیاره نابو ازدواج می‌کنند و تنها شاهد آنها، دو دروید وفادارشان آر تو-دی تو و سی تری پی او هستند.

### انتقام سیت
آخرین حضور پدمه آمیدالا، در اپیزود سوم:انتقام سیت است که سه سال بعد از ماجراهای اپیزود پیشین رخ می‌دهد. اکنون پدمه باردار است و این موضوع را با آناکین که به تازگی از نبردی بازگشته‌است در میان میگذارد. آناکین کابوسی مشابه آنچه دربارهٔ مادرش دیده بود، در مورد پدمه و مرگ او در هنگام زایمان میبیند و این رؤیا او را سخت به فکر فرو می‌برد. پالپاتین که اکنون روابط دوستانه و نزدیکی با آناکین برقرار کرده برای او افسانه‌ای قدیمی را بازگو می‌کند، او از پلاگیوس خردمند یک جدای تاریک می‌گوید، که موفق شده بود، با استفاده از نیرو راهی برای غلبه بر مرگ پیدا کند، و آموختن این راز، مستلزم دانستن همه زوایای نیرو و جنبه تاریک آن است. اینجا آناکین پی می‌برد که پالپاتین به فنون جدای‌ها و جنبه اهریمنی نیرو آشناست و یک لرد سیت است. نخست او را تهدید کرده و این موضوع را با «میس ویندو» استاد جدای، درمیان میگذارد. ولی از آنجا که در نظر دارد تا جان پدمه را به هر قیمتی نجات دهد، در مبارزه ویندو با پالپاتین، موجب کشته شدن ویندو می‌شود. به این ترتیب او به جنبه تاریک نیرو کشیده شده و به انسانی شیطان صفت یا همان دارت ویدر، تغییر میابد.
اوبی‌وان با ناباوری صحنه‌هایی از اعمال وقیح آناکین، مثل کشتن تمام نوآموزان معبد جدای به دستور پالپاتین را میبیند و پدمه را از این موضوع خبردار می‌کند. پدمه برای کشف حقیقت ماجرا، به سیاره آتشفشانی موستافار سفر می‌کند؛ آن هم در حالی که اوبی‌وان در انبار سفینه او پنهان شده‌است. وقتی آناکین اوبی‌وان را می‌بیند، با این تصور که پدمه به او خیانت کرده و اوبی‌وان را برای نابود کردن او، آورده است، خشمگین شده و با استفاده از نیروی تاریک، پدمه را تا سرحد از هوش رفتنش می‌آزارد.
پس از آنکه اوبی‌وان، آناکین را در نبرد با شمشیر لیزری شکست می‌دهد، پدمه را به پایگاهی پزشکی می‌رساند، اما پدمه بعد از به دنیا آوردن دو قلوهایی به نام لوک و لیا، با وجود کمک درویدهای پزشکی، به خاطر از دست دادن امیدش به زندگی، می‌میرد و قبل از مرگش، به اوبی‌وان کنوبی می‌گوید: «هنوز در وجود آناکین خوبی هست... من این را میدانم...» جنازهٔ پدمه برای به خاک سپردن در مراسمی باشکوه، به نابو بازگردانده می‌شود.

## طراحی لباس
جامه‌های پدمه آمیدالا در فیلم تهدید شبح توسط هنرمند طرحهای انتزاعی، «ایان مک‌کِیگ» و طراح لباسی به نام «تریشا بیگار» طراحی و دوخته شده‌اند. طراح دیگری نیز به نام «درموت پاور» در زمان آماده‌سازی فیلم حمله کلونها به آن‌ها پیوست. در ساخت بسیاری از جامه‌ها از لباسهای سلطنتی و قدیمی فرهنگهای دیگر الهام گرفته شد. برای مثال در فیلم تهدید شبح، جامه‌ای که پدمه هنگام حضورش در سنا به تن دارد، بر اساس جامه‌های تاریخی سلطنتی مغولستان که امپراطوریس «بورته»، همسر «چنگیزخان» میپوشید و همچنین سایر سلاطین حاکم تا اوایل سده بیستم، ساخته شد. جامه مسافرتی پدمه در فیلم حمله کلونها نیز با الهام از اسلوب لباسهای نفیس روسیه در قرن هفدهم طراحی گردید. از آنجا که جورج لوکاس تمایل داشت تا در افسانه‌اش، مردم کهکشان را در زمان فیلم‌های سه‌گانه جدید، فرهیخته‌تر و بافرهنگ‌تر از سه‌گانه قبلی (دوران تاریک سلطه امپراطوری) نشان دهد، در سه فیلم جدیدش از لباسها و تزئینات بسیار بیشتری استفاده نمود.

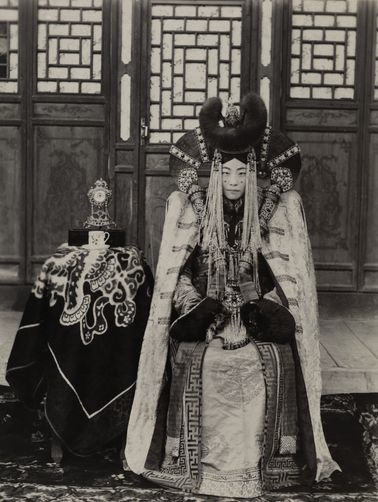
جامه سنتی خاندان سلطنتی مغولستان
جامه پدمه برای حضور در سنا (ملهم از جامه سلطنتی مغول)
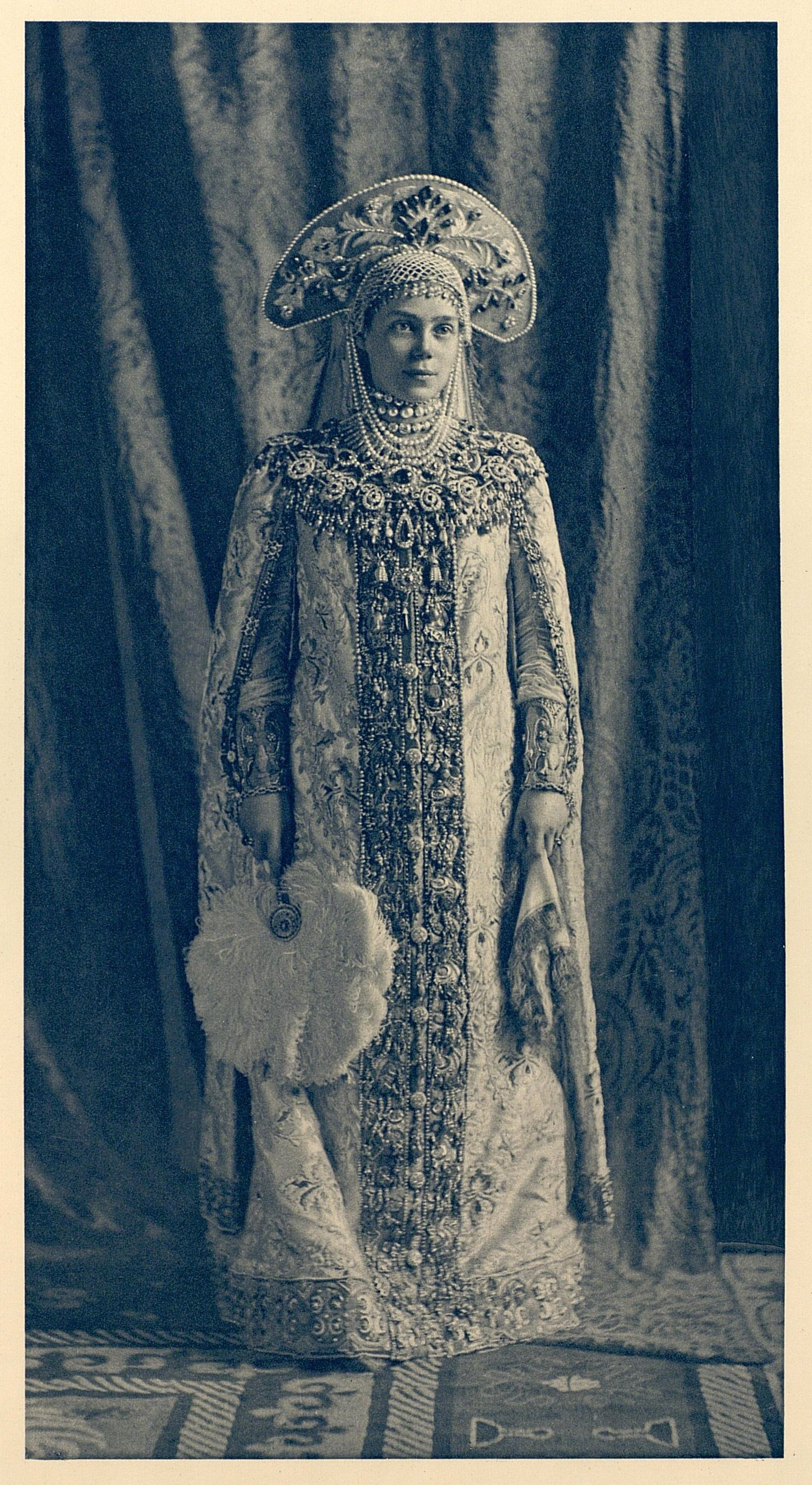
دوشس بزرگ زنیا الکساندرونای روسیه
جامه مسافرتی ملهم از اسلوب جامه‌های روس